# Белозерова, Мария Михайловна
Мария Михайловна Белозерова (7 апреля 2003) — российская тяжелоатлетка. Бронзовый призёр чемпионата России 2025 года, обладательница Кубка России 2025 года. Мастер спорта России.

## Биография
Родилась 7 апреля 2003 года в Волгограде. В тяжёлой атлетике с восьмилетнего возраста. Обучалась в волгоградской Спортивной школе олимпийского резерва № 21, позже переехала на постоянное жительство в Москву и стала представлять Московское среднее специальное училище олимпийского резерва № 2, тренируется у Павла Сергеева.
В мае 2021 года было присвоено звание «Мастер спорта России».
На чемпионате России 2023 года в Новом Уренгое стала бронзовым призёром в толчке с результатом 116 кг. Через год, на чемпионате России в Новосибирске, в упражнении «толчок» взяла вес 121 кг и завоевала малую бронзовую награду.
В 2025 году на Кубке России в Верхней Пышме, набрав в сумме 226 кг, стала победительницей соревнований.
В августе 2025 года на чемпионате России в Санкт-Петербурге в категории свыше 87 кг стала бронзовым призёром с результатом 216 кг по сумме двоеборья. В упражнении «рывок» завоевала малую бронзовую медаль.

## Основные результаты
| Год  | Соревнования     | Место проведения | Весовая категория | Рывок, кг | Толчок, кг | Сумма, кг | Место |
| ---- | ---------------- | ---------------- | ----------------- | --------- | ---------- | --------- | ----- |
| 2025 | Чемпионат России | Санкт-Петербург  | свыше 87 кг       | 96        | 120        | 216       | 3     |